# Lifeline (Ben Harper)
Lifeline è l'ottavo album in studio del cantante statunitense Ben Harper, pubblicato il 28 agosto 2007.

## Tracce
1. Fight Outta You – 4:10
2. In the Colors – 2:57
3. Fool for a Lonesome Train – 3:29
4. Needed You Tonight – 2:46
5. Having Wings – 3:26
6. Say You Will – 2:57
7. Younger Than Today – 3:24
8. Put It on Me – 3:30
9. Heart of Matters – 4:30
10. Paris Sunrise #7 – 5:17
11. Lifeline – 4:28